# Église paroissiale d'Inzersdorf
 (mai 2024).
L'église paroissiale d'Inzersdorf est une église catholique romaine du quartier d'Inzersdorf situé dans l'arrondissement de Liesing à Vienne. L'église paroissiale dédiée à saint Nicolas appartient à l'archidiocèse de Vienne. Il s'agit d' un monument classé (Listeneintrag).

## Histoire
Fondée en 1217, Inzersdorf possède l'une des plus anciennes paroisses de la région de Vienne et la plus ancienne du quartier de Liesing. Après le siège turc, le presbytère tomba en ruine et Inzersdorf devint un centre du protestantisme. En 1742, l'ancien bâtiment gothique fut à nouveau rénové, mais il fut détruit dans un incendie le 8 juin 1817. De 1818 à 1821, l'église paroissiale actuelle a été construite en style classique. Il s'agit d'un bâtiment central circulaire avec une coupole et un clocher orienté au nord. En 1845/1846, le propriétaire Alois Miesbach rénova et agrandit le bâtiment pour y inclure une sacristie, un chœur et un portique à colonnes ioniques. Son neveu, l'industriel Heinrich von Drasche-Wartinberg, fit construire en 1860 une chapelle funéraire pour sa famille sur le côté est de l'église, qui sert de chapelle de Marie depuis 1978.
Une réplique de la croix du jubé de la cathédrale Saint-Étienne est installée dans l'église depuis 1846. Après que l'original ait été en grande partie incendiée en 1945, elle a été reconstruite sur le modèle de celle d'Inzersdorf.
Pendant la Seconde Guerre mondiale, l'église paroissiale d'Inzersdorf a subi de graves dommages, qui ont été réparés entre 1956 et 1964. D'autres rénovations et réaménagements ont eu lieu en 1980/1981, au cours desquels l'église a également reçu de nouveaux vitraux conçus par Anton Lehmden.

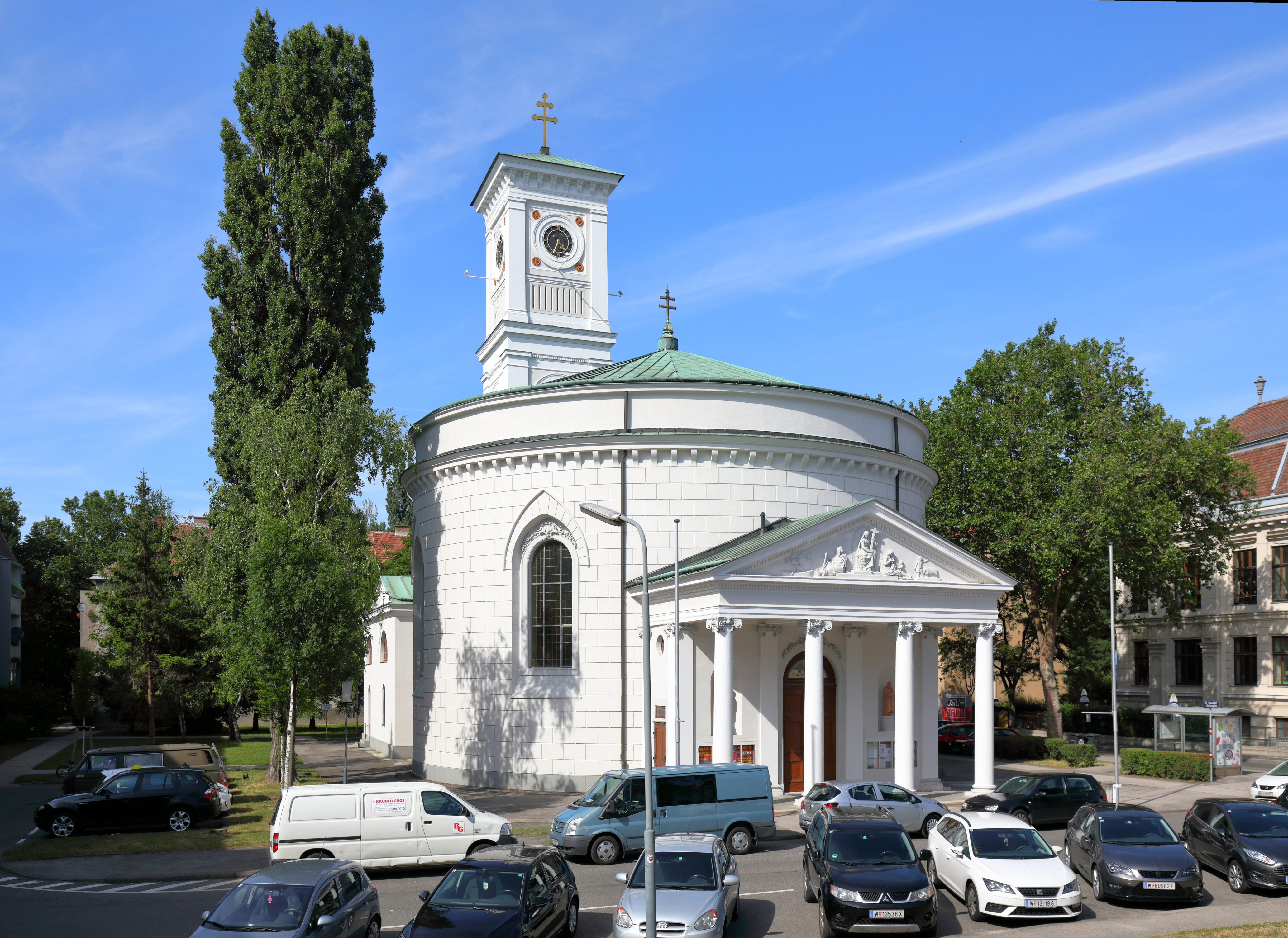
Vue extérieure.
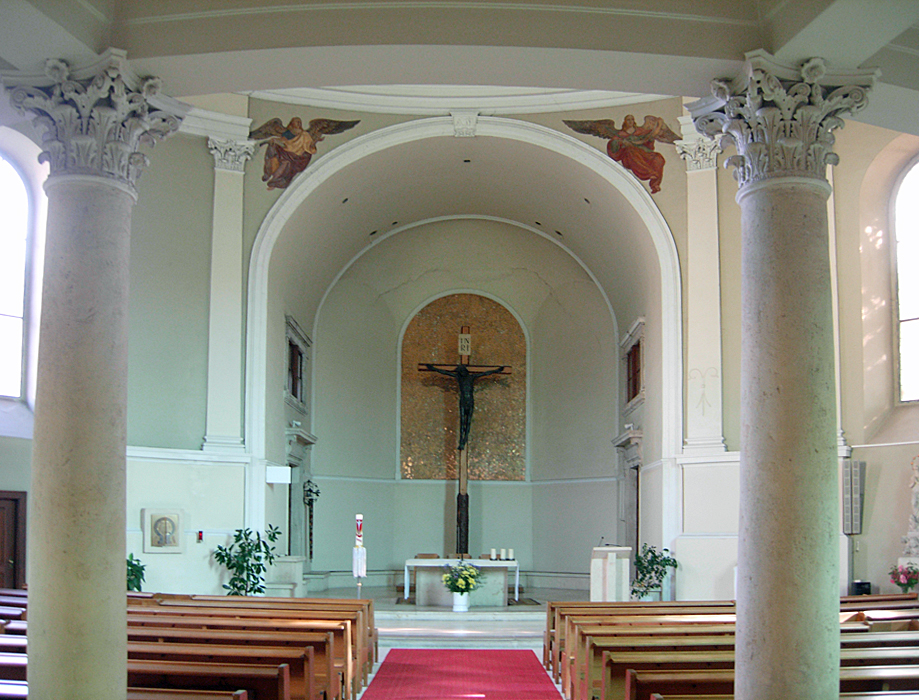
Vue intérieure.

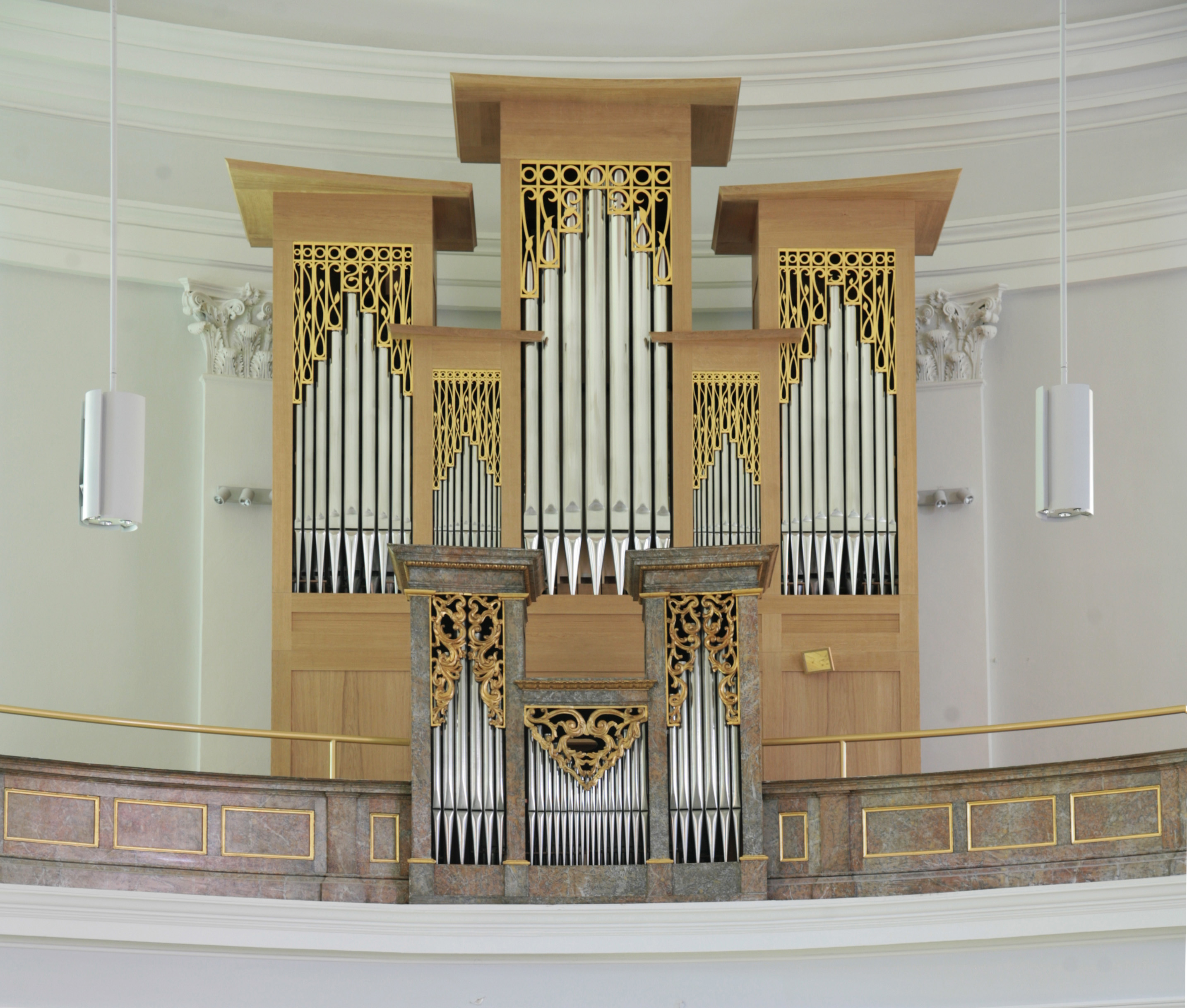
Orgue Rohlf de 2016.

En préparation de l'anniversaire paroissial en 2017, le bâtiment a été restauré en coordination avec l'Office fédéral des monuments, le magistrat de la ville de Vienne et l'archidiocèse de Vienne. En 2016, Johannes Rohlf a créé un nouvel orgue, intégrant l'ancien Rückpositiv qui avait été conservé.

## Source
- (de) Cet article est partiellement ou en totalité issu de l’article de Wikipédia en allemand intitulé « Pfarrkirche Inzersdorf » (voir la liste des auteurs).